# Climat de la Chine
Ne doit pas être confondu avec Climat chinois.
| - Am - Aw |  | - BWk - BSh - BSk |  | - Cwa - Cwb - Cwc - Dwa - Dwb - Dwc |  | - Cfa - Cfb - Dfa - Dfb - Dfc |  | - ET - EF |

Carte des climats en Chine selon la classification de Köppen.

Le climat de la Chine est très varié, mais sa dominante est le climat subtropical humide (d'où vient son surnom de climat chinois ou climat cantonais). D'autres climats sont aussi bien présents, comme le climat continental humide, le climat désertique ou le climat de toundra.

## Description répartition

### La Chine orientale
C'est le paysages des vallées, bien arrosées par la mousson en été (mai à septembre), plus vers le sud que vers le nord. Elle est responsable pour une large part de la quantité de précipitations que reçoivent ces régions. 

#### Le sud-est

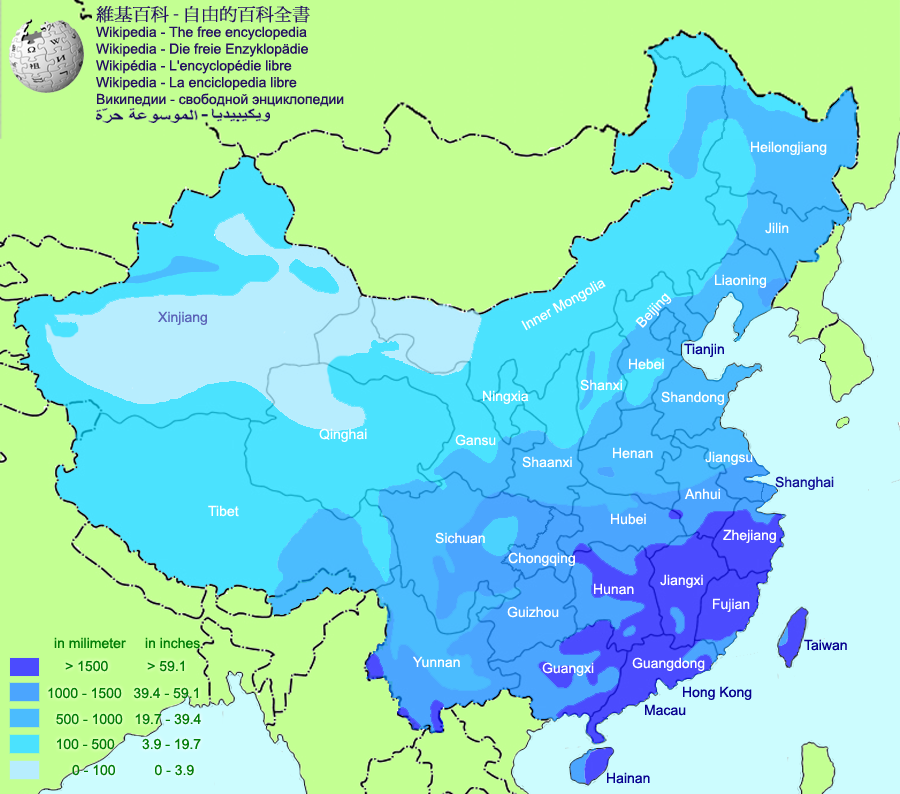
Carte des précipitations annuelles

Le climat est subtropical humide dans les terres, parfois appelé  climat chinois ou  cantonais. Il est noté avec le code Cfa ou Cwa dans la classification de Köppen. Le climat océanique domine sur la façade maritime (code Cfb ou Cwb dans la classification de Köppen). Au sud des Nanling et à l'est des Wuyishan, il est possible de qualifier le climat de pénétropical.
L'extrême frange sud du Yunnan, du Guangxi et du Guangdong et l'île de Hainan ont un climat tropical avec le code Aw ou Am dans la classification de Köppen.

#### Le nord-est
Il est composé de la Mandchourie, région venteuse et de la région de Pékin, très froide l'hiver. Le climat est continental humide (code Dwa, Dwb et plus rarement Dfa ou Dfb dans la classification de Köppen) ou subarctique< selon les régions (code Dwc et plus rarement Dfc dans la classification de Köppen).

### La Chine occidentale
Elle est en grande partie aride, sauf l'extrême sud de l'Himalaya, concerné par la mousson. Par exemple, la ville de Xi'an reçoit en moyenne 414 mm par an.

#### Le nord-ouest
Il juxtapose montagnes et hauts plateaux au climat rude et aux cuvettes arides. Ces régions, possédant en grande partie un climat désertique subissent souvent des tempêtes de sable et les écarts de températures sont importants entre l'hiver et l'été.
Les étés sont caniculaires et secs et les hivers froids et très secs.
La classification de Köppen classe les climats de cette région avec les codes BWk ou BSk.

#### Le sud-ouest
Il est composé des plateaux du Tibet et de l'Himalaya. Cette région possède un climat de toundra (code ET dans la classification de Köppen), des hivers très froids succèdent à des étés courts et frais. Elle est plutôt sèche car les vents de mousson venant du sud sont bloqués par les montagnes de l'Himalaya.

## Saisons

### L'été
L'été est bien différent entre la Chine de l'Ouest et de l'Est.
Cette dernière reçoit d'abondantes pluies en été.
Canton reçoit en moyenne 280 mm en juillet, Shanghaï 121 mm et 228 mm à Pékin. 
Pour la façade pacifique au climat tempéré, les véritables pluies ont lieu du 10 juin au 10 juillet, c'est le Huangmei, la saison des prunes.
L'été est également une saison chaude : la température moyenne de juillet à Canton est de 28,4 °C, de 27 °C à Shanghaï et de 26,3 °C à Pékin. Cet été tropical est dû à la mousson, qui apporte des masses d'air équatoriales chaudes et humides. Les pluies du sud sont dues à la thermoconvection. 
Dans le nord-est, les étés sont chauds mais plutôt courts et les pluies sont irrégulières.
Cette région est exposée au risque cyclonique de juillet à septembre. Ces tempêtes tropicales provoquent chaque année d'importants dégâts provoqués par des vents violents et des inondations. Les pluies varient selon la région, sont de moins en moins abondantes vers le nord-ouest. En effet, la saison des pluies est perçue de manière différente d'une région à une autre : elle dure six mois à Canton, quatre mois à Shanghaï et deux mois à Pékin. Il y a surtout une remarquable unité d'été entre les températures en Chine, malgré 25 degrés de latitude de différence.

### L'hiver
Contrairement à l'été cette saison est bien différente d'une région à l'autre. Dans l'extrême sud, dans l'île de Haïnan, qui possède un climat tropical, il n'y a aucun mois possédant une température moyenne inférieure à 15 °C. La moyenne de janvier est de 13,8 °C à Canton, de 2,7 °C à Shanghaï. L'hiver est doux mais peut être rigoureux et ainsi provoquer des chutes de neige. Dans le nord, à Pékin, elle est de −4,4 °C, de −16,9 °C à Changchun, et de −25 °C en extrême Nord, avec des minimums absolus de −43 °C. Les hivers sont longs et rudes. C'est pourquoi les habitants du Nord de la Chine réchauffent leurs maisons avec un kang, qui produit de la chaleur, sur lequel on s'assied et on se couche.
L'hiver est presque partout froid en Chine. Canton est la ville qui possède l'hiver le plus rigoureux au monde avec une latitude aussi basse (celle du tropique), il est frais car les températures moyennes de janvier et février sont inférieures à 15 °C.
Pour les précipitations, le sud-est est moins sec que le nord-est. En dehors de la mousson, cette région subit une saison des pluies de mi-février à mi-avril, beaucoup moins marquée avec des pluies fines accompagnées d'une humidité élevée. Puis dès la mi-avril, les orages débutent. L'année compte en moyenne 143 jours de pluie.
Shanghaï reçoit en moyenne 58 mm en janvier contrairement à Pékin qui ne reçoit que 3 mm (précipitations neigeuses) durant cette période. 
Comme en été, la Chine subit une "mousson d'hiver" venant de la Sibérie orientale qui est un vent anticyclonique, ce qui explique cette sécheresse hivernale. Les précipitations moyennes annuelles de ces climats continentaux dépassent rarement 1 000 mm. L'hiver est plutôt ensoleillé.

## Exemples

### Le climat en montagne
| Mois                                | jan.  | fév. | mars | avril | mai  | juin | jui.  | août  | sep. | oct. | nov. | déc. | année |
| ----------------------------------- | ----- | ---- | ---- | ----- | ---- | ---- | ----- | ----- | ---- | ---- | ---- | ---- | ----- |
| Température minimale moyenne (°C)   | −10,1 | −6,8 | −3   | 0,9   | 5    | 9,3  | 10,1  | 9,4   | 7,5  | 1,3  | −4,9 | −9   | 0,8   |
| Température moyenne (°C)            | −2,1  | 1,1  | 4,6  | 8,1   | 11,9 | 15,5 | 15,3  | 14,5  | 12,8 | 8,1  | 2,2  | −1,7 | 7,5   |
| Température maximale moyenne (°C)   | 6,9   | 9    | 12,1 | 15,6  | 19,3 | 22,7 | 22,1  | 21,1  | 19,7 | 16,3 | 11,2 | 7,7  | 15,3  |
| Précipitations (mm)                 | 0,5   | 0,7  | 2    | 5,2   | 26,6 | 72,3 | 119,4 | 122,6 | 58,3 | 10,2 | 1,7  | 1    | 420,5 |
| Nombre de jours avec précipitations | 0,2   | 0,2  | 0,5  | 1,3   | 5,3  | 9,6  | 14,8  | 15,3  | 10   | 2,3  | 0,4  | 0,2  |       |

### Le climat continental humide
| Mois                                | jan. | fév. | mars | avril | mai  | juin | jui.  | août  | sep. | oct. | nov. | déc. | année |
| ----------------------------------- | ---- | ---- | ---- | ----- | ---- | ---- | ----- | ----- | ---- | ---- | ---- | ---- | ----- |
| Température minimale moyenne (°C)   | −7,5 | −4,5 | 1,3  | 8,8   | 14,8 | 19,6 | 22,5  | 21,5  | 15,8 | 8,6  | 0,3  | −5,2 | 8     |
| Température moyenne (°C)            | −2,7 | 0,6  | 6,8  | 14,8  | 20,8 | 25,1 | 27    | 25,9  | 21   | 14   | 5,3  | −0,7 | 13,2  |
| Température maximale moyenne (°C)   | 2    | 5,7  | 12,3 | 20,7  | 26,7 | 30,5 | 31,4  | 30,3  | 26,2 | 19,4 | 10,2 | 3,8  | 18,3  |
| Précipitations (mm)                 | 2,7  | 4,4  | 9,9  | 24,7  | 37,3 | 71,9 | 160,1 | 138,2 | 48,5 | 22,8 | 9,5  | 2    | 532   |
| Nombre de jours avec précipitations | 1,8  | 2,2  | 3,3  | 4,9   | 6,4  | 9,7  | 12,9  | 11,4  | 7,5  | 4,9  | 2,8  | 1,8  | 69,6  |

### Le climat subtropical humide
| Mois                                | jan. | fév. | mars | avril | mai  | juin  | jui.  | août  | sep. | oct. | nov. | déc. | année   |
| ----------------------------------- | ---- | ---- | ---- | ----- | ---- | ----- | ----- | ----- | ---- | ---- | ---- | ---- | ------- |
| Température minimale moyenne (°C)   | 2,1  | 3,7  | 6,9  | 11,9  | 17,3 | 21,7  | 25,8  | 25,8  | 22,4 | 16,8 | 10,6 | 4,7  | 14,1    |
| Température moyenne (°C)            | 5,1  | 6,9  | 10,4 | 15,7  | 21,1 | 24,8  | 29    | 28,7  | 25,2 | 19,9 | 14   | 7,9  | 17,4    |
| Température maximale moyenne (°C)   | 8,1  | 10,1 | 13,8 | 19,5  | 24,8 | 27,8  | 32,2  | 31,5  | 27,9 | 22,9 | 17,3 | 11,1 | 20,6    |
| Précipitations (mm)                 | 74,4 | 59,1 | 93,8 | 74,2  | 84,5 | 181,8 | 145,7 | 213,7 | 87,1 | 55,6 | 52,3 | 43,9 | 1 166,1 |
| Nombre de jours avec précipitations | 9,9  | 9,2  | 12,4 | 11,2  | 10,4 | 12,7  | 11,4  | 12,3  | 9,1  | 6,9  | 7,6  | 7,7  | 120,8   |
| Humidité relative (%)               | 74   | 73   | 73   | 72    | 72   | 79    | 77    | 78    | 75   | 72   | 72   | 71   | 74      |

### Le climat sec de l'Ouest
| Mois                              | jan. | fév. | mars | avril | mai | juin | jui. | août | sep. | oct. | nov. | déc. | année |
| --------------------------------- | ---- | ---- | ---- | ----- | --- | ---- | ---- | ---- | ---- | ---- | ---- | ---- | ----- |
| Température minimale moyenne (°C) | −18  | −16  | −5   | 5     | 12  | 17   | 19   | 18   | 12   | 3    | −6   | −14  | 2,25  |
| Température maximale moyenne (°C) | −8   | −6   | 4    | 17    | 24  | 29   | 31   | 30   | 24   | 14   | 2    | −6   | 13    |
| Précipitations (mm)               | 8    | 8    | 18   | 29    | 28  | 36   | 20   | 16   | 24   | 22   | 17   | 10   | 240   |